# Hélène Mandroux-Colas
Hélène Mandroux-Colas (Montpellier, 1 de diciembre de 1940) es una médica y política francesa,  Fue alcaldesa de Montpellier 2004 a 2014.

## Trayectoria
Fue alcaldesa después de la dimisión de Georges Frêche, tras la elección de este último como Presidente del Consejo Regional Languedoc-Roussillon. Después de su designación como alcaldesa, su nombre aparece como Hélène Mandroux.
Hélène Mandroux-Colas fue concejal de Montpellier desde 1983, consejera del District de Montpellier desde 1985 (llamado Agglomération de Montpellier en 2003) y consejera regional de 1992 a 2004.
Fue responsable de las finanzas, personal municipal, justicia después de 1995, y primera adjunta en 2001 del gobierno municipal.
Después de su elección por el consejo municipal al puesto de alcaldesa, Hélène Mandroux ha sido criticada por seguir las decisiones tomadas por su antecesor en el cargo, quien ha mantenido su escaño de concejal, aunque sin tenencia de alcaldía y sin asistir habitualmente a las reuniones del Consejo Municipal. La permanencia de Georges Frêche como simple concejal tras ser alcalde durante 27 años se explica por ser requisito para mantener la presidencia de la "Agglomeration" de Montpellier (mancomunidad de municipios), que ya ocupaba mientras era alcalde de la ciudad.
Sin embargo sobre varios expedientes Hélène Mandroux se desmarca de su predecesor: la instauración de "Barrios libres ", una fiesta popular en otoño que se desmarca de los prestigiosos festivales de verano pero sobre todo la rehabilitación del barrio de Petit Bard sobre la cual Hélène Mandroux comprometió la credibilidad de su mandato.